# José Cosano Moyano
José Cosano Moyano (Fernán Núñez, 1945), es un profesor y académico español.

## Biografía
Licenciado en Filosofía y Letras por la Universidad de Sevilla y Doctor en Filosofía y Letras (sección de Geografía e Historia), por la de Córdoba. Presidente de la Real Academia de Córdoba.
Catedrático de ambas disciplinas en el Instituto Góngora de Córdoba y Coordinador Provincial de la Cátedra Intergeneracional "Profesor Francisco Santisteban" de la Universidad de Córdoba.
Ha sido Director de los institutos Juan de Mena (hoy I.E.S. Mario López) de Bujalance, de Bachillerato a Distancia de Córdoba, actual Instituto Provincial de Formación de Adultos, y del I.E.S. Luis de Góngora (2004-2006).
Presidente de la Asociación de Profesores de Geografía en Historia de Bachillerato de Andalucía "HESPERIDES".
Cronista Oficial de Villaharta. Miembro de la Asociación Nacional de Cronistas Oficiales.
Ha impartido numerosos cursos para perfeccionamiento del Profesorado (Universidad de Córdoba y Consejería de Educación), coordinado otros muchos de actualización didáctica y dirigido varios Congresos de Profesores-Investigadores de su especialidad. Igualmente ha asistido a numerosos congresos nacionales e internacionales de su disciplina.
Director de las revistas "Inbaco", "Anales" y Hespérides.
Académico correspondiente (Fernán-Núñez y Córdoba) y Numerario de la Real Academia de Ciencias, Bellas Letras y Nobles Artes de Córdoba (Sección Ciencias Históricas) de la que ha sido Director de Publicaciones, Vicebibliotecario y Bibliotecario.
Fue colaborador del Departamento de Historia de América y miembro de los grupos de investigación Eatco (1988-90) e Historia Viva (1990-93). En la actualidad forma parte del titulado Regulación social e instituciones en Andalucía (HUM-808) y del proyecto “Fragilidad y problemática social en Andalucía: las prácticas institucionales de regulación social en Córdoba (1875-1936).
Premio de Investigación (1984), del Monte de Piedad y Caja de Ahorros de Córdoba (Cajasur) por su tesis doctoral.
Su líneas de investigación se centran en Historia Moderna y Contemporánea de España, América y Filipinas (Economía y Hacienda) e historia local.

## Obra
- Filipinas y su Real Hacienda (1750-1800) (1986)
- Montoro : historia y arte (1992)
- La Real Hacienda en Filipinas en la segunda mitad del siglo XVIII, (1750-1774) (1986)
- Una visión de Filipinas en el Reinado de Carlos III (1990)
- La realidad de la historia contemporánea